# Дејвид Луис
Дејвид Луис (енгл. David Lewis; 6. април 1942) је енглески неуропсихолог, аутор и предавач, оснивач и директор независне истраживачке консултантске куће Mindlab International са седиштем у Иновационом центру Сасекс у Брајтону. Назван је „оцем неуромаркетинга” због свог пионирског рада у овој области током касних 1980-их.

## Биографија
Рођен је 1942. године у Француској. Дипломирао је психологију и биологију на Универзитету у Вестминстеру и докторирао је на Одељењу за експерименталну психологију на Универзитету у Сасексу где је предавао клиничку психологију и психопатологију пре него што је основао сопствену истраживачку организацију. Специјализован је за неинвазивне технике за мерење људских одговора у стварним животним условима. Студије су започеле раних 1980-их док је био докторант на Универзитету у Сасексу и захтевале су од њега да развије хардвер и софтвер неопходан за праћење и снимање електричне активности у мозгу. Аутор је књига психолошких тема, предавач и добитник Сони награде Би-Би-Си радио 5 уживо за серијал о психолошким односима између спортских звезда и њихових ментора и тренера. Почетком 1990-их је његов рад приказан на BBC One Tomorrow's World. Био је главни говорник на Фестивалу мислилаца одржаном 2011. у Уједињеним Арапским Емиратима. Члан је Краљевског медицинског друштва, Међународног удружења за управљање стресом и сарадник Британског психолошког друштва.